# Vigna Vaga
Il monte Vigna Vaga è una montagna alta 2332 m delle Prealpi Bergamasche, situata tra la val Seriana e la val di Scalve, in provincia di Bergamo.

## Accessi

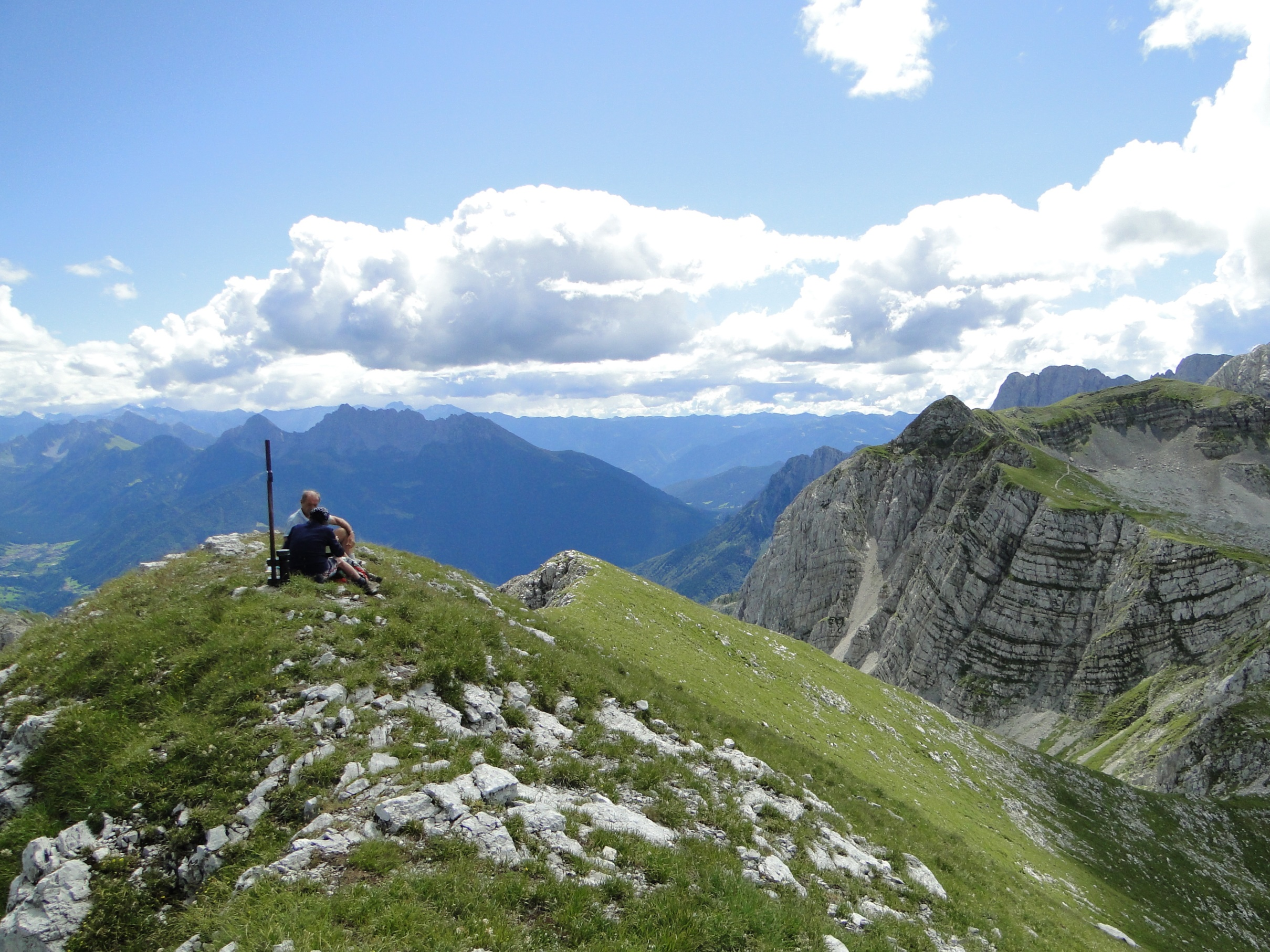
La cresta finale del Vigna Vaga

Il monte, che svetta sulla val Sedornia, laterale della val Seriana, e sul lago Spigorel (noto anche come Laghetto di Vigna Vaga), amministrativamente delimita i comuni di Vilminore di Scalve e Gromo.
La vetta del Vigna Vaga si trova a poche decine di metri dal sentiero delle Orobie nel tratto che, contrassegnato con il segnavia del C.A.I. numero 401, congiunge il passo della Manina con il monte Ferrante ed il Rifugio Albani.
Interessanti sono anche le escursioni che permettono di raggiungerlo dalla val Sedornia (tramite il passo di Fontanamora, con traccia numero 314, oppure passando dal lago Spigorel) e dalla val Conchetta (partenza da Colere e sentiero numero 404).